# Дерматофагија
Дерматофагија (од старогрчког δερμα - кожа - и φαγεια - једење) је понављајуће понашање усмерено на тело, које се карактерише грицкањем сопствене коже, најчешће на прстима руку. Ова радња може бити свесна или несвесна. Они који су погођени дерматофагијом обично гризу кожу око ноктију прстију, што доводи до крварења и промене боје и изгледа кође током времена. Неки људи такође гризу кожу изнад зглобова прстију што може довести до појаве бола и крварења током померањем прстију, док неки којима је дијагностикован овај поремећај не добију ране на изгриженим подручјима руку нити губе кожу. Уместо тога, они временом доживљавају задебљање коже које се стално уједа.

## Опште информације
У херпетологији се дерматофагија користи за описивање чина у којем водоземци и гмизавци једу кожу која се осипа, али то се не може поистоветити са оним што се догађа код људи.
Савремена истраживања указују на везу између поремећаја контроле импулса и опсесивно-компулзивних поремећаја, а то је описано у ДСМ-5 у коме су дерматофагија и други сродни поремећаји класификовани као други наведени опсесивно-компулзивни поремећаји и добили су спецификацију понашања које се фокусира на тело.
Људи са дерматофагијом жваћу кожу на разним местима на свом телу. мада је то обично кожа око ноктију и зглобова. Такође жваћу унутрашњост уста, образа и/или усана, изазивајући жуљеве у и изван уста. Ако се понашање не контролише дуже време, жуљеви могу почети да се све више шире тамо где се већина угриза врши.
Жвакање коже може бити појачано стрепњом и другим непријатним догађајима. Па тако неугледни жуљеви могу изазвати осећај жеље да се повуче или одгризе захваћена кожа и нокти (пошто је кожа мртва, па се тако лако скида), што може бити штетно и изазвати инфекцију.
Други поремећаји који понекад могу пратити дерматофагију познати су као поремећај екскоријације или понављајуће дејство неконтролисаног пребирања по кожи. Међутим дерматофагија се разликује од поремећаја екскоријације по томе што особе понављају учествало гризање коже.
Људи који имају дерматофагију могу бити склони инфекцији коже, јер због честог угриза прстију, стварају улазна врата за бактерије које продиру и изазивају инфекцију.
Дерматофагија се може сматрати "сестринским" поремећајем трихофагији, која укључује компулзивно грицкање и једење косе.

## Терапија
Обука за искорењивање навика и њене варијанте, попут раздвајања, препоручују се за понављајућа понашања фокусирана на тело, укључујући дерматофагију.
Друге технике изведене из когнитивно-бихевиоралне терапије се препоручују да се ствари које се заправо не једу замене јестивим. Штавише, предложено је одлагање жеље жвакањем жваке или сламке за безалкохолних пића.

### Терапија деце са сметњама у развоју
Не постоји терапија за ефикасно лечење дерматофагије, али било је покушаја да се спречи оболела особа да жваће кожу. Једна значајна метода која се тренутно развија фокусира се на сузбијање дерматофагије код деце са церебралном парализом. Ова метода је позната као ПЛАИ (заштита малих и адолесцентних руку) применом заштитних рукавица за руке. Ова метода интервенције укључује мале, неинвазивне пластичне преграде постављене око захваћених прстију. Ови носачи не ометају кретање или тактилне повратне информације, а направљени су од нетоксичне издржљиве пластике која може издржати силу жвакања. Тренутно заштитне рукавице ПЛАИ за руке постоје само у концепту и прототипу, али ова метода интервенције могла би побољшати квалитет живота оних који пате од дерматофагије изазване церебралном парализом. 